# 穆罕默德·哈迪·萨拉维
穆罕默德·哈迪·萨拉维·达尔科拉埃（波斯語：‎，1998年1月6日—），伊朗男子摔跤运动员，2020年夏季奥运会男子古典式97公斤级铜牌得主、2021年世界摔跤锦标赛男子古典式97公斤级金牌得主、2022年世界摔跤锦标赛男子古典式97公斤级铜牌得主、2023年世界摔跤锦标赛男子古典式97公斤级铜牌得主。